# Svenska Superligan 2020/21
Die Svenska Superligan 2020/21 war die 26. Spielzeit der schwedischen Unihockeymeisterschaft auf dem Großfeld der Herren.
Die Saison begann am 3. Oktober 2020 und die Hauptrunde endete am 13. März 2021. Die Bullys der ersten Play-off-Partien wurden am 18. März 2020 angepfiffen und das Superfinal fand am 2. Mai 2021 statt. Aufgrund der Corona-Pandemie wurde die vorherige Saison vor Ende der Hauptrunde abgebrochen. IBF Falun wurde als erstplatziertes Team der Hauptrunde als Meister auserkoren und konnte seinen Titel 2021 verteidigen.

## Teilnehmer
- Fagerhult Habo IB
- FBC Kalmarsund
- FC Helsingborg
- Höllvikens IBF
- IBF Falun
- IBK Dalen
- IK Sirius IBK
- Jönköpings IK
- Linköping IBK
- Mullsjö AIS
- Pixbo Wallenstam IBK
- Storvreta IBK
- Team Thorengruppen SK
- Växjö IBK

## Hauptrunde
| Pl. | Mannschaft                | Sp | S  | N  | OTW | OTL | T   | GT  | +/- | P  |
| --- | ------------------------- | -- | -- | -- | --- | --- | --- | --- | --- | -- |
| 1.  | Storvreta IBK             | 26 | 20 | 2  | 2   | 2   | 205 | 134 | +71 | 66 |
| 2.  | FBC Kalmarsund            | 26 | 17 | 3  | 3   | 3   | 197 | 145 | +52 | 60 |
| 3.  | IBF Falun (M)             | 26 | 16 | 6  | 3   | 1   | 198 | 130 | +68 | 55 |
| 4.  | Mullsjö AIS               | 26 | 15 | 8  | 2   | 1   | 172 | 130 | +42 | 50 |
| 5.  | IBK Dalen                 | 26 | 14 | 8  | 2   | 2   | 207 | 164 | +43 | 48 |
| 6.  | Växjö IBK                 | 26 | 15 | 9  | 0   | 2   | 168 | 142 | +26 | 47 |
| 7.  | FC Helsingborg            | 26 | 12 | 7  | 3   | 4   | 165 | 158 | +7  | 46 |
| 8.  | Linköping IBK             | 26 | 10 | 10 | 6   | 0   | 158 | 149 | +9  | 42 |
| 9.  | Pixbo Wallenstam IBK      | 26 | 11 | 10 | 2   | 3   | 187 | 152 | +35 | 40 |
| 10. | Team Thorengruppen SK (N) | 26 | 5  | 14 | 3   | 4   | 144 | 199 | −55 | 25 |
| 11. | Jönköpings IK             | 26 | 7  | 17 | 0   | 2   | 136 | 180 | −44 | 23 |
| 12. | IK Sirius IBK             | 26 | 5  | 20 | 0   | 1   | 138 | 210 | −72 | 16 |
| 13. | Höllvikens IBF            | 26 | 3  | 18 | 1   | 4   | 133 | 222 | −89 | 15 |
| 14. | Fagerhult Habo IB (N)     | 26 | 2  | 20 | 3   | 1   | 170 | 263 | −93 | 13 |

| Legende                    |
| -------------------------- |
| Teilnahme an den Play-offs |
| Abstieg in die Allsvenskan |
| (M) Titelverteidiger       |
| (N) Aufsteiger             |

### Statistik
Scorerliste
| Pl. | Spieler                     | Mannschaft           | Spiele | Punkte | Tore | Vorlagen |
| --- | --------------------------- | -------------------- | ------ | ------ | ---- | -------- |
| 1.  | Martin Östholm              | Pixbo Wallenstam IBK | 24     | 64     | 30   | 34       |
| 2.  | Kim Nilsson                 | FBC Kalmarsund       | 26     | 63     | 38   | 25       |
| 3.  | Alexander Galante Carlström | IBF Falun            | 26     | 61     | 42   | 19       |
| 4.  | Albin Sjögren               | Storvreta IBK        | 26     | 60     | 29   | 31       |
| 5.  | Christoffer Andersson       | IBK Dalen            | 25     | 57     | 26   | 31       |

Torschützenliste
| Pl. | Spieler                     | Mannschaft           | Spiele | Tore |
| --- | --------------------------- | -------------------- | ------ | ---- |
| 1.  | Alexander Galante Carlström | IBF Falun            | 26     | 42   |
| 2.  | Andreas Stefansson          | Pixbo Wallenstam IBK | 26     | 40   |
| 3.  | Kim Nilsson                 | FBC Kalmarsund       | 26     | 38   |

Meiste Torvorlagen
| Pl. | Spieler        | Mannschaft           | Spiele | Vorlagen |
| --- | -------------- | -------------------- | ------ | -------- |
| 1.  | Martin Östholm | Pixbo Wallenstam IBK | 24     | 34       |
| 2.  | Hampus Ahren   | Storvreta IBK        | 25     | 33       |
| 3.  | Emil Johansson | IBF Falun            | 25     | 32       |

Meiste Saves

Mehr als die Hälfte der Spiele
| Pl. | Spieler              | Mannschaft           | Spiele | Savequote |
| --- | -------------------- | -------------------- | ------ | --------- |
| 1.  | Simon Lööf           | Mullsjö AIS          | 25     | 81,56 %   |
| 2.  | Jonathan Edling      | FC Helsingborg       | 23     | 80,06 %   |
| 3.  | Jon Hedlund          | Pixbo Wallenstam IBK | 26     | 79,97 %   |
| 4.  | Carl Bending-Sörling | FBC Kalmarsund       | 25     | 77,92 %   |
| 5.  | Jonathan Larsson     | Mullsjö AIS          | 25     | 77,89 %   |

## Playoffs
Das Playoff-Viertel- sowie Halbfinals wurden im Modus Best-of-Seven ausgetragen. Das Finale wurde als Superfinal in der Gavlehovshallen in Gävle ausgetragen.

| Viertelfinale | Viertelfinale  | Viertelfinale |       |                | Halbfinale | Halbfinale | Halbfinale |  |  | Finale | Finale | Finale |
|               |                |               |       |                |            |            |            |  |  |        |        |        |
| 1             | Storvreta IBK  | 4             |       |                |            |            |            |  |  |        |        |        |
| 6             | Växjö IBK      | 1             |       |                |            |            |            |  |  |        |        |        |
| 6             | Växjö IBK      | 1             | 1     | Storvreta IBK  | 4          |            |            |  |  |        |        |        |
|               |                |               | 1     | Storvreta IBK  | 4          |            |            |  |  |        |        |        |
|               | 4              | Mullsjö AIS   | 2     |                |            |            |            |  |  |        |        |        |
| 4             | 4              | Mullsjö AIS   | 2     | Mullsjö AIS    | 4          |            |            |  |  |        |        |        |
| 4             |                |               |       | Mullsjö AIS    | 4          |            |            |  |  |        |        |        |
| 5             | IBK Dalen      | 2             |       |                |            |            |            |  |  |        |        |        |
| 5             | IBK Dalen      | 2             | 1     | Storvreta IBK  | 3          |            |            |  |  |        |        |        |
|               |                |               |       | Storvreta IBK  | 3          |            |            |  |  |        |        |        |
|               | 3              | IBF Falun     | 5     |                |            |            |            |  |  |        |        |        |
| 2             | 3              | IBF Falun     | 5     | FBC Kalmarsund | 4          |            |            |  |  |        |        |        |
| 2             |                |               |       | FBC Kalmarsund | 4          |            |            |  |  |        |        |        |
| 8             | Linköping IBK  | 1             |       |                |            |            |            |  |  |        |        |        |
| 8             | Linköping IBK  | 1             | 2     | FBC Kalmarsund | 1          |            |            |  |  |        |        |        |
|               |                |               | 2     | FBC Kalmarsund | 1          |            |            |  |  |        |        |        |
|               | 3              | IBF Falun     | 3 abg |                |            |            |            |  |  |        |        |        |
| 3             | 3              | IBF Falun     | 3 abg | IBF Falun      | 4          |            |            |  |  |        |        |        |
| 3             |                |               |       | IBF Falun      | 4          |            |            |  |  |        |        |        |
| 7             | FC Helsingborg | 2             |       |                |            |            |            |  |  |        |        |        |

### Viertelfinale
Die ersten vier Mannschaften der regulären Saison konnten sich den ersten Playoff-Gegner aus den Rängen fünf bis acht auswählen. Es wählte erst der erste der regulären Saison und anschließend die weiteren der Top vier nacheinander einen Gegner aus. Die erstgenannte Mannschaft hatte bei den ungeraden Spielen das Heimrecht.
|                |   |                | Serie | 1         | 2               | 3         | 4               | 5          | 6               | 7 |
| -------------- | - | -------------- | ----- | --------- | --------------- | --------- | --------------- | ---------- | --------------- | - |
| Storvreta IBK  | – | Växjö IBK      | 4:1   | 7:4 (1:0) | 5:7 (1:1)       | 7:3 (2:1) | 10:3 (3:1)      | 11:5 (4:1) | –               | – |
| Mullsjö AIS    | – | IBK Dalen      | 4:2   | 6:3 (1:0) | 4:8 (1:1)       | 5:7 (1:2) | 4:3 n. V. (2:2) | 9:7 (3:2)  | 8:7 n. V. (4:2) | – |
| FBC Kalmarsund | – | Linköping IBK  | 4:1   | 8:5 (1:0) | 5:4 n. V. (2:0) | 9:4 (3:0) | 5:6 (3:1)       | 5:1 (4:1)  | –               | – |
| IBF Falun      | – | FC Helsingborg | 4:2   | 5:4 (1:0) | 5:2 (2:0)       | 4:6 (2:1) | 6:7 n. V. (2:2) | 12:5 (3:2) | 6:4 (4:2)       | – |

### Halbfinale
|                |   |             | Serie | 1               | 2         | 3               | 4          | 5                | 6               | 7               |
| -------------- | - | ----------- | ----- | --------------- | --------- | --------------- | ---------- | ---------------- | --------------- | --------------- |
| Storvreta IBK  | – | Mullsjö AIS | 4:2   | 10:5 (1:0)      | 2:7 (1:1) | 6:7 n. V. (1:2) | 12:4 (2:2) | 7:6 n. PS. (3:2) | 7:6 n. V. (4:2) | –               |
| FBC Kalmarsund | – | IBF Falun   | 1:3   | 6:7 n. V. (0:1) | 0:5 (0:2) | 4:5 (0:3)       | 5:4 (1:3)  | Abgebrochen abg  | Abgebrochen abg | Abgebrochen abg |

### Superfinal
Das Finalspiel der SSL wird als Superfinal ausgetragen.
| 2. Mai 2021 15:15 Uhr |  | Storvreta IBK Albin Sjögren, Filip Eriksson, Mattias Samuelsson | 3:4 (2:1, 0:3, 1:1) Spielbericht | IBF Falun Alexander Galante Carlström (2), Johan Samuelsson, Victor Wettergren, Rasmus Enström | Gavlehovshallen, Gävle |

### Scorerliste
| Pl. | Spieler                     | Mannschaft    | Spiele | Punkte | Tore | Vorlagen |
| --- | --------------------------- | ------------- | ------ | ------ | ---- | -------- |
| 1.  | Albin Sjögren               | Storvreta IBK | 12     | 26     | 17   | 9        |
| 2.  | Alexander Galante Carlström | IBF Falun     | 11     | 22     | 16   | 6        |
| 3.  | Filip Eriksson              | Storvreta IBK | 12     | 21     | 12   | 9        |